# Avatha noctuoides
Avatha noctuoides là một loài bướm đêm trong họ Erebidae.